# Nazareno Fonteles
José Nazareno Cardeal Fonteles (Acaraú, 4 de maio de 1954) é um médico e político brasileiro.

## Dados biográficos
Filho de José Arimateia Fonteles e Maria Margarida da Silva Fonteles, formou-se em Medicina pela Universidade Federal do Piauí, instituição da qual é professor, tem especialização em Bioengenharia pela Universidade de São Paulo e mestrado em Matemática pela Universidade Federal do Ceará. Diretor da Central Única dos Trabalhadores e membro do Conselho Regional de Medicina do Piauí, figura entre os membros fundadores do PT no estado.
Em 1986 foi candidato a governador do Piauí num pleito polarizado entre Alberto Silva e Freitas Neto obtendo cerca de três por cento dos votos válidos. Em 1988, foi eleito primeiro suplente de vereador de Teresina, convocado para o exercício parlamentar em razão de licenças do titular, o também professor universitário Antônio José Medeiros.
No ano de 1990 tornou-se o primeiro deputado estadual eleito pelo PT no Piauí e repetiu a candidatura a governador em 1994 obtendo quinze por cento dos votos válidos, não chegando ao segundo turno. Candidato a prefeito de Teresina em 1996, ficou em terceiro lugar, posição que repetiria em 1998, quando foi candidato a senador.
Alguns anos depois, em 5 de agosto de 2003, assumiu, sem disputar eleições, o mandato de deputado federal, após o falecimento de Francisca Trindade. Nesse meio-tempo foi secretário de Saúde do governo Wellington Dias, sendo reeleito deputado federal em 2006. Derrotado em primeiro turno na eleição para prefeito de Teresina em 2008 pelo prefeito Silvio Mendes, não foi reeleito deputado federal em 2010, entretanto ocupa assento na Câmara Federal deixado pelo titular da vaga, Átila Lira (PSB) que atualmente é secretário de Educação do governo de Wilson Martins. Ressalte-se que de acordo com decisão do Supremo Tribunal Federal (STF) a vaga pertenceria à médica Liége Cavalcante que pertence ao mesmo partido do titular, e não a Fonteles.
Ele é o pai do atual governador do Piauí, Rafael Fonteles.

## Atuação
Nazareno Fonteles é autor da polêmica PL137/04, que estabelece um valor máximo de renda para o brasileiro comum como dez (10) vezes a renda média nacional apontada pelo IBGE. O valor excedente da renda obtida pelo trabalhador através de seus esforços próprios seria passado para uma "Poupança Fraterna", onde ficaria retido pelo governo. O projeto recebeu duras críticas de juristas, congressistas e formadores de opinião no geral. O consenso geral é de que este projeto visa cercear a meritocracia, desvalorizando o trabalho ao incentivar o cidadão que atingisse o limite determinado a parar de trabalhar e produzir, pois a renda excedente seria pilhada pelo governo.  
Nazareno Fonteles também é autor da PEC 33, que tem por objetivo obter uma maioria qualificada (4/5 dos ministros)  para a aprovação da inconstitucionalidade das leis. Além disso, a PEC prevê que o Congresso Nacional referende as chamadas “súmulas vinculantes”. Ao invés de o Supremo Tribunal Federal ter a última palavra, esta passaria pelo crivo do povo, em caso de conflitos entre os poderes. 
Dessa forma o Congresso Nacional estaria cumprindo a missão de zelar pela sua competência legislativa, conforme o artigo 49, XI, da Constituição Federal.

## Desempenho eleitoral
| Ano  | Eleição               | Coligação                                                             | Partido | Candidato a       | Votos            | Resultado                |
| ---- | --------------------- | --------------------------------------------------------------------- | ------- | ----------------- | ---------------- | ------------------------ |
| 1986 | Estadual no Piauí     | não havia                                                             | PT      | Governador        | 22.791 (2,56%)   | Não eleito (3º lugar)    |
| 1988 | Municipal em Teresina | não havia                                                             | PT      | Vereador          | 1.315            | Não eleito (1º suplente) |
| 1990 | Estadual no Piauí     | Frente Piauí Popular (PT, PCdoB, PDT e PSB)                           | PT      | Deputado estadual | 9.170 (0,85%)    | Eleito                   |
| 1994 | Estadual no Piauí     | Frente Piauí Popular (PT e PSB)                                       | PT      | Governador        | 128.054 (15,16%) | Não eleito (3º lugar)    |
| 1996 | Municipal em Teresina | não havia                                                             | PT      | Prefeito          | 44.262 (18,69%)  | Não eleito (3º lugar)    |
| 1998 | Estadual no Piauí     | O futuro a gente faz (PSDB, PT, PSB e PSC)                            | PT      | Senador           | 162.147 (17,33%) | Não eleito (3º lugar)    |
| 2002 | Estadual no Piauí     | A vitória que o povo quer (PT, PCdoB, PL, PMN, PCB, PAN, PTN e PTdoB) | PT      | Deputado federal  | 42.983 (2,90%)   | Não eleito (1º suplente) |
| 2006 | Estadual no Piauí     | A vitória da força do povo (PT, PSB, PTB, PCdoB, PL e PRB)            | PT      | Deputado federal  | 64.212 (3,98%)   | Eleito                   |
| 2008 | Municipal em Teresina | Teresina quer muito mais (PT, PMDB, PCdoB, PDT, PRB, PMN e PSB)       | PT      | Prefeito          | 100.546 (25,91%) | Não eleito (2º lugar)    |
| 2010 | Estadual no Piauí     | Para o Piauí seguir mudando (PSB, PMDB, PT, PRB, PTN, PR, PRP, PCdoB) | PT      | Deputado federal  | 44.985 (2,71%)   | Não eleito (1º suplente) |